# قنبري (خبر بافت)
قنبري (بالفارسية: قنبری) هي مستوطنة تقع في إيران في Khabar Rural District. يقدر عدد سكانها بـ 0 نسمة بحسب إحصاء 2016.